# Philipp Majer
Philipp Majer (* 1982 in Rodalben) ist ein deutscher Filmemacher mit dem Schwerpunkt Dokumentarfilm.

## Werke
Im Jahr 2010 drehte Philipp Majer seinen ersten Kurzdokumentarfilm Vierviertel, ein Porträt über vier Menschen, die im Nauwieser Viertel in Saarbrücken leben. Der Film porträtiert eine Putzfrau, einen Schallplattenverkäufer, einen Barkeeper (Lee Hollis) und einen Imbissverkäufer. In kurzer Zeit wurde der Film ein viraler Hit.
Bunte Liga ist ein weiterer Kurzdokumentarfilm über eine Hobby-Fußballliga und wurde 2014 auf dem Filmfestival 11mm in Berlin uraufgeführt. Im Film werden die verschiedensten Menschen begleitet, die in der Liga mitspielen (vom Anwalt über den Taxifahrer bis zur Journalistin).
Im Jahr 2015 dreht Philipp Majer zusammen mit Zymryte Hoxhaj den ersten längeren Film Smajl – die Geschichte eines kosovarischen Gastarbeiters und seiner Familie. Der Film handelt von Ismajl „Smajl“ Hoxhaj, der in den 1970er Jahren als Gastarbeiter nur nach Deutschland kam, um sich ein Tonbandgerät zu kaufen und dann wieder zurückzukehren. Doch er blieb 40 Jahre, hat eine Familie gegründet und als politischer Aktivist für die Unabhängigkeit des Kosovo gekämpft. Der Film wurde von Saarland Medien gefördert und beim Saarländischen Rundfunk ausgestrahlt. Der Film gewann den Award für den besten Dokumentarfilm auf dem Jaipur International Film Festival und lief auf vielen weiteren Festivals unter anderem: Dokufest Prizren, Filmfestival Max Ophüls Preis, Filmwinter Sarajevo, Ischia Film Festival, International Film Festival Quebec, Dokubazaar Slovenia und mehr.
Der Dokumentarfilm Wendelin weltweit zeigt Orte, an denen der heilige Wendelin präsent war oder noch ist, führt den Zuschauer nach Brasilien, USA, Osteuropa und Italien. Der Film ist eine Produktion der Carpe Diem Filmproduktion im Auftrag des Saarländischen Rundfunks und erschien im Jahr 2017.
Die Kleinstadt ist ein Dokumentarfilm aus dem Jahr 2018, gefördert mit Mitteln der Kulturstiftung Rheinland-Pfalz. Pirmasens ist eine von der Globalisierung abgehängte Stadt, die aufgrund negativer Statistiken und Berichterstattungen auf sich aufmerksam macht. Doch es gibt Menschen, die sich für diese Stadt entschieden haben und diese werden in diesem Film porträtiert. Der Film lief auf einigen Filmfestivals und gewann den Special Jury Award auf dem Germany International Film Festival in München.
World Taxi. ist ein Dokumentarfilm aus dem Jahr 2019. Dieser Film begleitet fünf charismatische Taxifahrer und deren Fahrgäste aus fünf verschiedenen Städten – Bangkok, Prishtina, Dakar, El Paso und Berlin – 24 Stunden lang durch ihre Stadt, ihren Alltag, ihr Privatleben und ihre Gedanken. Die deutsche Uraufführung fand auf dem Filmfestival Max Ophüls Preis statt, der Film lief auf verschiedenen internationalen Filmfestivals und gewann auch den Award für den besten Dokumentarfilm auf dem South Texas International Film Festival 2019. Der Film ist im Verleih von JIP-Film & Verleih, bundesweiter Kinostart war der 11. Juni 2020.

## Filmografie  (Auswahl)
- Vierviertel (Kurzdokumentarfilm, 2010)
- Bunte Liga (Kurzdokumentarfilm, 2014)
- Smajl (Dokumentarfilm, 2016), Best documentary, Jaipur International Film Festival
- Wendelin Weltweit (Dokumentarfilm, 2017)
- Die Kleinstadt (Dokumentarfilm, 2018), Special Jury Award, Germany International Film Festival
- World Taxi (Dokumentarfilm, 2019), Winner best documentary, South Texas International Film Festival